# Mini Ninjas
Mini Ninjas è un videogioco di avventura dinamica a tema fantasy / medioevale del 2009, sviluppato da IO Interactive e pubblicato da Eidos Interactive per PlayStation 3, Xbox 360, Microsoft Windows, Wii e Nintendo DS, successivamente anche per macOS nel 2010. Nel 2015 è stata realizzata una serie animata tratta dal gioco, intitolata Mini Ninjas.

## Trama
Il capo dei Ninja invia i suoi uomini migliori sulla collina del Malvagio Signore del Male per fermarne la furia. Fino a che non toccherà al giovane Hiro, esperto nella magia Kuji, e al suo migliore amico Futo andare ad indagare sulla misteriosa scomparsa dei loro compagni ninja.

## Modalità di gioco
Il gioco è ambientato durante il Giappone feudale, con edifici e luoghi basati su alcune delle zone più famose e sceniche del Giappone; sono presenti templi, case, campi di riso, montagne innevate, foreste lussureggianti, canneti, canyon e fiumi. Il titolo possiede una prospettiva in terza persona e le meccaniche di un videogioco d'azione e d'avventura.
Il giocatore può scegliere tra 6 Ninja caratterizzati da abilità e poteri unici. Il giocatore può scegliere quale Ninja usare in qualunque momento della partita, una volta reso disponibile nella storia. Oltre all'uso di armi convenzionali come la katana od il martello da guerra e le abilità ninja, il personaggio dispone di poteri magici ed incantesimi come il lancio di una palla di fuoco, l'occultamento, il camuffamento in un animale e la manipolazione del tempo.

## Personaggi
- Hiro:è l'unico Ninja capace di usare la magia e possedere animali. La sua mossa speciale è un attacco che ferma il tempo e permette di ingaggiare automaticamente più nemici selezionati; nella serie tv adora mettersi in mostra, è gentile , simpatico e timido perché è innamorato ricambiato di Suzume.
- Futo: porta un grosso martello di legno come arma. La sua mossa speciale consiste nel rotolare come una palla contro i nemici; nella serie tv è dolce e ingenuo.
- Suzume: è un ninja femmina, possiede un flauto come arma . Può stordire più nemici alla volta con il suo flauto, ed ha un'ottima abilità nel combattimento corpo a corpo; è intelligente, responsabi,gentile e timida perché è innamorata di Hiro.
- Shun: è il ninja dotato di arco dalle frecce inesauribili. Il suo attacco speciale gli consente di legare un esplosivo su una freccia che poi scaglia provocando ingenti danni. È inoltre il ninja più silenzioso e responsabile. È utile per compiere azioni furtive;
- Tora: usa come arma un paio di artigli di tigre costruiti artigianalmente. Possiede una grande velocità che gli consente di percorre lunghi spazi in breve tempo. Non parla ed è impulsivo e gentile .
La rivista inglese PLAY nel 2011 ha inserito questo personaggio tra i primi (migliori) 10 ninja presenti nei titoli per PlayStation;[4]
- Kunoichi: è un ninja femmina. È molto acrobatica ed usa un bastone come arma. Il suo attacco speciale consiste nel piombare sui nemici roteando il suo bastone.
- BOSS AVVERSARI
- Taglialegna gigante: Combatte con un'enorme spada, ma non è molto intelligente. Per batterlo Hiro deve salire sulla sua schiena facendogli perdere l'equilibrio.
- Samurai puzzolente: Scaglia contro Hiro delle puzzette e le controlla con il suo ventaglio. Per essere battuto basta fare in modo che finisca dentro ad una delle sue puzzolenti nuvolette.
- Trampoliere delle fiamme: Combatte con una lunga glaive e lanciando shuriken che non daranno pace a Hiro. Quando gli verranno accorciati i trampoli fino a farlo finire in acqua morirà spegnendosi sul fondo.
- Samurai dei Cieli: Il boss più complicato in assoluto. Per batterlo hiro dovrà indebolirlo fino a finirlo sulla cima della sua torre. La sua morte causerà una valanga.
- Il signore della guerra: Boss finale del gioco. Grazie al suo potere e alla sua rabbia trasformerà la sua fortezza in un mostro che Hiro dovrà scalare alla ricerca della sala in cui alloggia. In quel momento, in un turbine di macerie, Hiro dovrà finirlo con la magia Kuji, appresa durante l'avventura.

## Sviluppo
Annunciato il 19 gennaio 2009, in contemporanea con l'uscita del primo trailer ufficiale,  Mini Ninjas è stato concepito, secondo una dichiarazione, per la volontà degli sviluppatori di produrre un gioco con il quale «i loro figli avrebbero potuto giocare».
Ispirata al gioco, è stata creata una serie animata.

## Accoglienza
Mini Ninjas è stato accolto positivamente dalla critica. Nell'aprile 2011, i punteggi assegnatigli dal sito GameRankings sono risultati essere 80/100 (Wii), 62/100 (DS), 76/100 (PlayStation 3), 73/100 (Xbox 360) e 76/100 (PC).
Il sito IGN ha fornito alla versione PS3 del gioco un punteggio di 8/10, sostenendo che era stata «una sorpresa molto piacevole».
Il quotidiano britannico The Guardian lo ha valutato con 4/5 stelle, commentando nelle conclusioni: «il costante fascino [del gioco] calma e rilassa [...] qualsiasi genitore che osservi giocare Mini Ninjas troverà difficoltà ad andarsene». Le principali critiche sono invece state per la mancanza di una modalità cooperativa e la poca rigiocabilità del titolo.
Il sito italiano Multiplayer.it ha assegnato al gioco il punteggio di 7.5/10, dando queste conclusioni: «Mini Ninjas, pur non approfondendo perfettamente né la sua componente action né quella adventure, resta comunque un gioco ben realizzato e divertente,[...] capace di rilassare e ispirare simpatia, ma che difficilmente rappresenterà una sfida impegnativa o un'esperienza memorabile». Inoltre valuta positivamente la ricchezza del gameplay nel combattimento e la capacità di divertire del gioco, ma critica la limitatezza della componente tattica ed alcuni aspetti tecnici.